# Нік Касл
Нік Кастл (іноді як Касл) (англ. Nick Castle; народився 1947 р. в Лос-Анджелесі) — американський кінорежисер, сценарист і актор.

## Раннє життя
Ніколас Чарльз Касл-молодший народився 21 вересня 1947 року в Лос-Анджелесі в родині Ніколаса Чарльза Кастла-старшого (англ. Nicholas Charles Castle, Sr .; 1910—1968), актора і хореографа, і Міллі Гранати (англ. Millie Granata). З самого дитинства часто з'являвся в масовках в фільмах за участю батька. У 1970 році закінчив USC School of Cinematic Arts, де і працював кінооператором.

## Нагороди та номінації[1]
1985 — Кінофестиваль в Авориазе[недоступне посилання з липня 2019] — Гран-прі за фільм «Останній зоряний боєць» — номінація.
1987 — «Сатурн» — Премія за найкращий сценарій за фільм «Хлопчик, який вмів літати» — номінація.
Там само, тоді ж, за той же фільм — Премія за найкращий фільм-фентезі — перемога
2001 — Брюссельський кінофестиваль фантастичних фільмів — «Срібний ворон» за фільм «Ангел-охоронець» -
перемога
2001 — Кінофестиваль в Джиффоні -«Бронзовий грифон» і Золота медаль обласної ради за фільм «Ангел-охоронець»-
перемога

## Фільмографія

### Кінематограф
| Рік  | Фільм                     | Режисер | Сценарист | Примітки                   |
| ---- | ------------------------- | ------- | --------- | -------------------------- |
| 1970 | Воскресіння Бронко Біллі  | Ні      | Так       | оператор; короткометражний |
| 1974 | Темна зірка               | Ні      | Ні        | помічник оператора         |
| 1979 | Скейтаун, США             | Ні      | Так       |                            |
| 1980 | Pray TV                   | Ні      | Так       |                            |
| 1981 | Втеча з Нью-Йорка         | Ні      | Так       |                            |
| 1982 | Гра у вбивство            | Так     | Так       |                            |
| 1984 | Останній зоряний боєць    | Так     | Ні        |                            |
| 1986 | Хлопець, який вмів летіти | Так     | Так       |                            |
| 1989 | Чечітка                   | Так     | Так       |                            |
| 1991 | Капітан Гак               | Ні      | Так       |                            |
| 1993 | Бешкетник Деніс           | Так     | Ні        |                            |
| 1995 | Майор Пейн                | Так     | Ні        |                            |
| 1996 | Пан помилка               | Так     | Ні        |                            |
| 2001 | Ангел-хранитель           | Так     | Ні        |                            |
| 2004 | Масовка                   | Так     | Ні        |                            |
| 2006 | Війна Коннорса            | Так     | Ні        | Direct-to-video            |
| 2007 | Авґуст Раш                | Ні      | Так       |                            |

#### Актор
| Рік  | Фільм                     | Роль           |
| ---- | ------------------------- | -------------- |
| 1974 | Темна зірка               | Іншопланетянин |
| 1978 | Геловін                   | Майкл Маєрс    |
| 1981 | Втеча з Нью-Йорка         | піаніст        |
| 1986 | Хлопець, який вмів летіти | Куп де Віль    |
| 2018 | Геловін                   | Майкл Маєрс    |
| 2021 | Гелловін убиває           | Майкл Маєрс    |
| 2022 | Гелловін. Кінець          | Майкл Маєрс    |

### Телебачення
| Рік  | Назва             | Режисер | Сценарист | Продюсер | Примітки                                         |
| ---- | ----------------- | ------- | --------- | -------- | ------------------------------------------------ |
| 1987 | Дивовижні історії | Так     | Ні        | Ні       | Телесеріал, епізод: "The 21-Inch Sun"            |
| 1988 | Мамина сім'я      | Ні      | Так       | Ні       | Телесеріал, концепція для епізоду "Mama's Girls" |
| 1990 | Шанґрі-ла-Плаза   | Так     | Так       | Так      | Також композитор, телевізійний фільм             |
| 2001 | Одного разу вночі | Так     | Ні        | Ні       | Телевізійний фільм                               |